# Шерлок Холмс 3
Шерлок Холмс 3 (англ. Sherlock Holmes 3) — майбутній художній фільм режисера Декстера Флетчера, сіквел фільму «Шерлок Холмс: Гра тіней». Головні ролі в ньому, як і в перших двох частинах франшизи, зіграють Роберт Дауні-молодший (Шерлок Холмс) і Джуд Лоу (доктор Ватсон). Створення картини заплановано з 2011 року.

## Сюжет
Деталі сюжету творці фільму тримають в таємниці. Достовірно відомо лише, що дія фільму відбуватиметься через дев'ять років після дії попередньої стрічки.

## Створення
Фільм «Шерлок Холмс: Гра тіней» виявився успішним з комерційної точки зору, і з моменту його виходу (2011 рік) продовження франшизи з тими ж акторами в головних ролях було в пріоритеті у компанії Warner Bros. Однак початок зйомок не раз відкладався — спочатку внаслідок тривалої роботи над сценарієм, потім через вічну зайнятість Роберта Дауні-молодшого. Вперше про запуск проекту було оголошено в жовтні 2011 року, причому сценаристом був названий Дрю Пірс. Пізніше Пірса замінили на Джастіна Хейта, а в 2016 році Джеймса Койна найняли, щоб переписати сценарій. У жовтні 2016 року стало відомо, що Warner Bros., Village Roadshow і Team Downey зібрали цілу команду сценаристів — Ніколь Перлман, Джастіна Мейлена, Гарі Вітта, Дженіву Робертсон-Дуарет і Кірана Фіцджеральда. Нарешті, у травні 2018 року сценаристом був названий Кріс Бренкето.
Перші повідомлення про швидкий початок зйомок з'явилися в 2016 році, однак Дауні виявився зайнятий у проектах студії Marvel. Про те, що він, можливо, готовий знову грати Шерлока Холмса, ЗМІ повідомили тільки в серпні 2018 року. До того моменту Гай Річі відмовився брати участь у роботі над фільмом, так що місце режисера було вакантне; тим не менше представники Warner Bros. обіцяли, що фільм вийде в прокат 25 грудня 2020 року. У березні 2019 року дата релізу була відсунута на 22 грудня 2021 року.
У липні 2019 року режисером фільму став Декстер Флетчер. Відомо, що зйомки почнуться в 2020 році і будуть проходити в Каліфорнії, а бюджет проекту, за попередніми даними, складе близько 107 мільйонів доларів.
У 2021 році Флетчер заявив, що фільм переноситься на невизначений термін у зв'язку з пандемією COVID-19. 
У 2023 Флетчер заявив, що він спільно з Дауні та сценаристом Джо Пенхоллом працювали над сценарієм у Дауні вдома. Сьюзан Дауні та співробітниця Team Downey Аманда Баррелл пізніше підтвердили, що проект все ще перебуває в пріоритеті компанії та самого Дауні.

## У ролях
| Актор                 | Роль                     |
| --------------------- | ------------------------ |
| Роберт Дауні-молодший | Шерлок Холмс             |
| Джуд Лоу              | доктор Джон Ватсон       |
| Джаред Гарріс         | Професор Джеймс Моріарті |
| Едді Марсан           | Інспектор Лестрейд       |
| Рейчел Макадамс       | Ірен Адлер               |